# Barbatia hachijoensis
Barbatia hachijoensis is een tweekleppigensoort uit de familie van de Arcidae. De wetenschappelijke naam van de soort is voor het eerst geldig gepubliceerd in 1952 door Hatai, Niino & Kotaka in Niino.